# Баковка (платформа)
Баковка — зупинний пункт/пасажирська платформа Смоленського (Білоруського) напрямку Московської залізниці
та маршруту МЦД-1
.
у місті Одинцово Одинцовського району Московської області. Знаходиться на східній околиці міста, у мікрорайоні Баковка. 
Складається з двох високих прямих платформ: одна берегова, інша — острівного типу, сполучених між собою підземним пішохідним переходом. Платформа в сторону Можайська має вихід до села Мамоново (Можайське шосе), платформа на Москву — до Баковки (Мінське шосе).
Пересадки на громадський транспорт не є.